# Провінція Чолла
Провінція Чолла (кор. 全羅道, 전라도, Чолладо) —  одна з восьми провінцій Кореї під час правління династії Чосон. Розташована на південному заході Корейського півострова. Центральним містом провінції було Чонджу.

## Історія
В часи династії Корьо провінції Каннам і Хеян були об'єднані в провінцію Чолладжу (кор. 全羅州道, 전라주도, Чолладжудо). На початку 15 століття назву провінції скоротили до «Чолла». Вона походить від перших букв головних міст регіону — Чонджу (кор. 全州, 전주) і Наджу (кор. 羅州, 나주).
1895 року провінція була розформована, а на її місці були створені райони:
- Чонджу (кор. 全州府, 전주부, Чонджубу) у північно-західній частині
- Наджу (кор. 羅州府, 나주부, Наджубу) у південно-західній частині
- Намвон (кор. 南原府, 남원부, Намвонбу) у східній частині
- Чеджу (кор. 濟州府, 제주부, Хонджубу) на острові Чеджудо.

1896 року Чонджу і північна частина району Намвон були об'єднані у провінцію Чолла-Пукто, а Наджу, Чеджу і південна частина Намвона були об'єднані у провінцію Чолла-Намдо. Чеджудо згодом стала окремою провінцією. Зараз усі ці провінції входять до складу Південної Кореї.

## Географія
Провінція Чолла межувала на півночі з провінцією Чхунчхон, на сході — з Кьонсан, на півдні омивалася Східно-китайським морем, а на заході — Жовтим морем.  
Регіон обмежується на сході горами Собексан. Головні водні джерела — річки Йонсанган, Сомджінган і Мангенган. 
Найбільше місто провінції — Кванджу. Інші крупні міста, окрім Чонджу і Наджу — Іксан, Кунсан, Мокпхо, Намвон, Сунчхон і Йосу.  
Регіональна назва провінції Чолла — «Хонам», хоча це слово зараз практично не використовується.